# Partenolide
Il partenolide è un lattone sesquiterpenico contenuto nella pianta partenio Tanacetum parthenium, utilizzato come inibitore del fattore di trascrizione NF-κB. Il partenolide si trova in alte concentrazioni nei fiori e nel frutto della pianta partenio. Il Partenio (Tanacetum parthenium) è utilizzato come prodotto erboristico ed è presumibilmente utile per diversi disturbi.  La mancata idrosolubilità in acqua e la scarsa biodisponibilità limitano l'utilizzo della partenolide come farmaco.